# Nyridela chalciope
Nyridela chalciope là một loài bướm đêm thuộc phân họ Arctiinae, họ Erebidae.